# Guam na Mistrzostwach Świata w Lekkoatletyce 2023
Guam na Mistrzostwach Świata w Lekkoatletyce 2023 – reprezentacja Guamu podczas mistrzostw świata w Budapeszcie liczyła jednego zawodnika.

## Skład reprezentacji

### Mężczyźni
| Zawodnik     | Konkurencja   | Preeliminacje | Preeliminacje | Eliminacje | Eliminacje | Półfinał | Półfinał | Finał | Finał   | Źródło      |
| Zawodnik     | Konkurencja   | Wynik         | Pozycja       | Wynik      | Pozycja    | Wynik    | Pozycja  | Wynik | Pozycja | Źródło      |
| ------------ | ------------- | ------------- | ------------- | ---------- | ---------- | -------- | -------- | ----- | ------- | ----------- |
| Joseph Green | bieg na 100 m | 10,84         | 7. Q          | 10,91      | 50.        | NQ       | NQ       | NQ    | NQ      | [ 1 ] [ 2 ] |